# Mansfield
För andra betydelser, se Mansfield (olika betydelser).
Mansfield är en större stad i Nottinghamshire i England. Staden är den näst största i grevskapet (endast Nottingham är större). Den ligger vid floden Maun, som har gett namn åt staden, och omges av branta kullar. Staden är centralort i distriktet Mansfield och en del av tätorten Mansfield, som förutom egentliga Mansfield även omfattar Mansfield Woodhouse, Sutton-in-Ashfield och Kirkby-in-Ashfield. Tätorten hade 158 114 invånare vid folkräkningen 2001, varav 69 987 i själva staden. Staden nämndes i Domedagsboken (Domesday Book) år 1086, och kallades då Mamesfeld/Memmesfed.